# Neukirchen beim Heiligen Blut

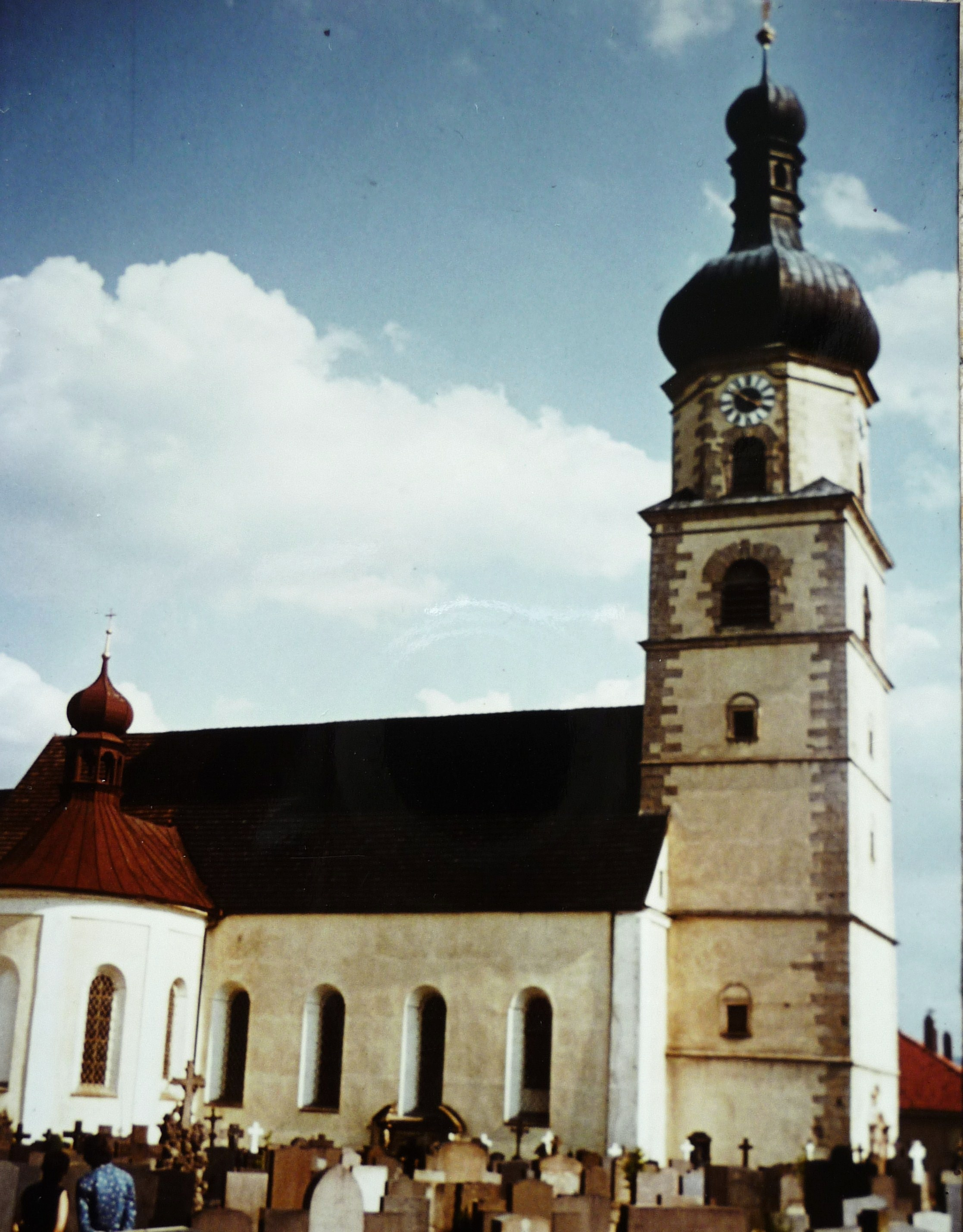
Neukirchen beim Heiligen Blut

Neukirchen beim Heiligen Blut este o comună-târg din districtul Cham, regiunea administrativă Palatinatul Superior, landul Bavaria, Germania.